# Classe Alsace
A Classe Alsace foi uma planejada classe de couraçados para a Marinha Nacional Francesa, pensados em resposta à Classe H alemã e ao colapso do Segundo Tratado Naval de Londres. Foi planejada a construção de dois navios baseados em variantes da antecessora Classe Richelieu e três versões diferentes foram apresentadas pela equipe de projeto, com armamentos variando entre nove ou doze canhões de 380 milímetros ou nove canhões de 406 milímetros. Entretanto, nenhuma escolha definitiva havia sido feita antes do programa ter sido encerrado em 1940.
A construção da Classe Alsace teria forçado o governo francês a realizar enormes melhoramentos em suas instalações portuárias e estaleiros, que já tinham sido levadas ao limite na construção dos dois membros da Classe Richelieu. Estes melhoramentos incluiriam a ampliação e construção de novas docas secas. O batimento de quilha do Alsace estava previsto para começar em meados de 1941, porém a derrota francesa na Batalha da França no final de junho de 1940, durante os estágios iniciais da Segunda Guerra Mundial, terminou por completo os planos para a classe.

## Antecedentes
França, Reino Unido e Estados Unidos assinaram o Segundo Tratado Naval de Londres em 1936, porém Japão e Itália não fizeram o mesmo. A decisão destes dois efetivamente encerrou o regime internacional de controle naval que tinha começado em 1922 com o Tratado Naval de Washington. O tratado reduziria o tamanho dos canhões principais de couraçados de 406 para 356 milímetros, mantendo o limite de 36 mil toneladas de deslocamento. Entretanto, os Estados Unidos insistiram em uma "cláusula de escalonamento" que permitiria uma volta para os 406 milímetros caso qualquer signatário original do Tratado Naval de Washington se recusasse a assinar o Tratado de Londres. O Japão rejeitou o tratado em 27 de março de 1937 e os Estados Unidos não demoraram em invocar a cláusula. Os comandos navais francês, britânico e norte-americano trocaram mensagens em 1938 que resultaram em um acordo conjunto em 30 de junho, que permitiria a construção de couraçados com deslocamento de até 46 mil toneladas.
O comando naval francês inicialmente tinha a intenção de permanecer dentro das 36 mil toneladas, já que a infraestrutura existente impedia embarcações maiores que a Classe Richelieu; mesmo assim, medidas inventivas precisaram ser implementadas para que estes navios pudessem ser construídos. Os trabalhos para melhorar estaleiros e instalações portuárias teria aumentado muito os custos de construir couraçados no limite máximo do tratado. A Marinha Nacional Francesa presumiu que apenas japoneses e norte-americanos estariam interessados em construir navios de 46 mil toneladas, assim anunciaram que respeitariam o limite de 36 mil toneladas caso outros países europeus fizessem o mesmo. Estes planos foram atrapalhados em meados de 1939 quando a inteligência descobriu que a Marinha de Guerra alemã tinha começado a construção de dois couraçados da Classe H; estes teriam 57 mil toneladas, porém a inteligência francesa achava que teriam apenas 41 mil toneladas. Essa descoberta levou o vice-almirante François Darlan, o Chefe do Estado-Maior da Marinha Nacional, a encomendar estudos de projeto para novos couraçados acima do limite de 36 mil toneladas. Darlan especificou que o armamento precisaria ser de 400, 406 ou 420 milímetros.

## Infraestrutura
No final da década de 1930, havia apenas três rampas de lançamento na França capazes de construir navios grandes: a doca Nº 1 em Brest e as docas Forme Caquot e Nº 1 em Saint-Nazaire. A doca de Brest tinha apenas 250 metros de comprimento, muito curta para qualquer embarcação maior que a Classe Richelieu, que precisaram ser construídos sem proa e popa e completados depois do lançamento. A doca Nº 1 de Saint-Nazaire já estava ocupada com a construção do porta-aviões Joffre e as obras de seu irmão Painlevé já estavam programadas para ocorrerem em seguida.
A Marinha Nacional precisaria iniciar um programa de aprimoramento de infraestrutura para construir a Classe Alsace. As Docas Laninon no Arsenal de Brest teriam de ser expandidas: uma doca nova e mais longa, que seria designada de doca Nº 10, precisaria ser escavada e teria 275 metros de comprimento e 58 metros de largura, grande o bastante para acomodar a construção dos novos couraçados. Uma doca de carenagem de 360 metros também seria construída, enquanto a já existente doca Nº 9 seria alongada de 250 para trezentos metros. A doca Nº 10 tinha previsão de finalização para 1942, com os trabalhos na doca de carenagem começando em seguida, pois limitações orçamentárias e escassez de trabalhadores qualificados impediriam que ambas fossem construídas ao mesmo tempo. A doca Nº 10 seria alongada para 360 metros posteriormente.
Os novos couraçados, além das instalações dos estaleiros, também necessitariam de novas instalações portuárias e de reparo em diferentes bases navais. As instalações portuárias já tinham sido construídas ou estavam em processo de construção em Cherbourg, Toulon, Casablanca, Bizerta e Dacar, porém docas secas nesses portos não eram suficientes nem para lidar com o Richelieu em uma condição danificada, quando inundações aumentaram o calado para mais de onze metros. Foi estimado que essas docas precisariam ser dragadas para pelo menos doze metros de profundidade a fim de acomodar a Classe Alsace. A Marinha Nacional também precisaria adquirir outros equipamentos, incluindo rebocadores necessários para manobrar as embarcações nos portos e guindastes flutuantes para os processos de equipagem, porém a falta de maquinários diminuiu o ritmo das obras e o início da Segunda Guerra Mundial em setembro de 1939 impediu que a França encomendasse materiais de países neutros.

## Propostas
Os trabalhos de projeto começaram na segunda metade de 1939 e três versões foram preparadas, todas as quais eram desenvolvimentos do Projeto C que tinha sido criado durante o processo de projeto das variantes Clemenceau e Gascogne da Classe Richelieu. Diferente do modelo padrão da Classe Richelieu, que montava todos os seus oito canhões principais em duas torres de artilharia quádruplas na proa, o Projeto C tinha adotado uma disposição de duas torres triplas na proa e uma torre tripla na popa. A equipe de projeto considerou três deslocamentos padrão: 41 mil, 43,2 mil e 46 mil toneladas. O primeiro era o mesmo valor proposto para a Classe Lion britânica e incorretamente presumido para ser o da Classe H alemã, o terceiro era o máximo sob o acordo firmado com Estados Unidos e Reino Unido, enquanto o segundo era um meio-termo que concluiu-se ser o mínimo para uma velocidade máxima de pelo menos trinta nós (56 quilômetros por hora) e uma bateria de canhões de 406 milímetros.
A primeira proposta, Nº 1, era, em essência, uma versão um pouco maior do Projeto C. O navio teria um casco mais comprido, o que necessitaria de quinze mil cavalos-vapor (onze mil quilowatts) a mais de potência nos motores para chegar a uma velocidade de 31 nós (57 quilômetros por hora). A proposta Nº 2 era uma versão maior da Nº 1, com canhões de 406 milímetros no lugar dos de 380 milímetros. Este casco ainda maior exigiria um aumento de potência agora de vinte mil cavalos-vapor (14,7 mil quilowatts) para manter a mesma velocidade. A versão Nº 3 era ainda maior para poder acomodar três torres quádruplas de 380 milímetros, enquanto sua velocidade aumentou em apenas um nó. Todos esses projetos teriam uma bateria antiaérea leve de canhões de 25 e 37 milímetros, porém o número e disposição dessas armas nunca foi definido.
| —    | Comprimento de fora a fora | Boca   | Deslocamento padrão | Deslocamento normal | Potência                | Velocidade       | Cinturão | Conveses   | Conveses | Armamento   | Armamento  | Armamento   |
| ---- | -------------------------- | ------ | ------------------- | ------------------- | ----------------------- | ---------------- | -------- | ---------- | -------- | ----------- | ---------- | ----------- |
| —    | Comprimento de fora a fora | Boca   | Deslocamento padrão | Deslocamento normal | Potência                | Velocidade       | Cinturão | Superior   | Inferior | Primário    | Secundário | Terciário   |
| Nº 1 | 252 m                      | 35 m   | 41 000 t            | 45 500 t            | 170 000 cv (125 000 kW) | 31 nós (57 km/h) | 330 mm   | 170–180 mm | 40 mm    | 9 × 380 mm  | 9 × 152 mm | 16 × 100 mm |
| Nº 2 | 256 m                      | 35,5 m | 43 200 t            | 47 800 t            | 190 000 cv (140 000 kW) | 31 nós (57 km/h) | 330 mm   | 170–180 mm | 40 mm    | 9 × 406 mm  | 9 × 152 mm | 16 × 100 mm |
| Nº 3 | 265 m                      | 35,5 m | 46 000 t            | 51 500 t            | 220 000 cv (162 000 kW) | 32 nós (59 km/h) | 350 mm   | 170–180 mm | 40 mm    | 12 × 380 mm | 9 × 152 mm | 24 × 100 mm |

Darlan e o resto do comando naval avaliaram as propostas, porém, segundo os historiadores John Jordan e Robert Dumas, a escolha era óbvia desde o começo. O Nº 2, armado com os canhões de 406 milímetros, teria introduzido um quarto calibre de armas na linha de batalha francesa, que já operava projéteis de 380 milímetros para a Classe Richelieu, 330 milímetros para a Classe Dunkerque e 340 milímetros para a antiga Classe Bretagne. Além disso, um canhão de 406 milímetros nunca tinha sido produzido na França, assim os trabalhos necessários de projeto poderiam adiar a finalização dos novos navios. O Nº 3 era muito grande para ser acomodado com facilidade pelas bases navais já existentes. Isto deixava o Nº 1 como a única opção realista para a Classe Alsace. Por outro lado, os historiadores William Garzke e Robert Dulin discordam, argumentando que a Marinha Nacional nunca tinha construído uma torre tripla antes. Repetir as torres quádruplas da Classe Richelieu faria mais sentido nas circunstâncias de construir embarcações em condições de guerra e com a necessidade de produzi-las o mais rápido possível, fazendo do Nº 3 o projeto mais provável de ser construído.
Garzke e Dulin estipularam que um projeto Nº 3 finalizado teria um deslocamento carregado de aproximadamente 56 mil toneladas, o que teria incluído um alongamento do casco para 270 metros, porém a boca permaneceria com 35,5 metros. Nessas dimensões, o calado teria 9,25 metros, enquanto a potência dos motores ficaria em 197,2 mil cavalos-vapor (145 mil quilowatts), o que poderia levar os navios a uma velocidade máxima de trinta nós. Eles estimaram que a bateria terciária proposta com 24 canhões de 100 milímetros seria reduzida pela metade, assim como nas outras duas variantes, enquanto o número de armas de 37 milímetros ficariam em dezoito. Eles acreditaram que o cinturão de blindagem aumentaria para 360 milímetros com uma inclinação de 15,5 graus a fim de melhorar sua resistência a disparos de longa-distância. Seu estudo de projeto indicou que a blindagem do convés seria reduzida levemente, para 170 milímetros sobre os depósitos de munição e 150 milímetros sobre as salas de máquinas.
Dois novos couraçados foram autorizados em 1º de abril de 1940. O primeiro estava programado para ter seu batimento de quilha na rampa Nº 1 em Saint-Nazaire, logo depois do lançamento do Joffre em 1941, assumindo o lugar previamente planejado para o Painlevé, que não foi realocado para outro estaleiro antes do programa ser encerrado. O segundo membro da classe teria suas obras iniciadas em 1942 na nova doca Nº 10 no Arsenal de Brest, que esperava-se que estivesse concluída até então. A Marinha Nacional propôs em 15 de maio para a escolha de Darlan quatro nomes para os dois navios: Alsace, Normandie, Flandre e Bourgogne. Garzke e Dulin afirmaram que o governo autorizou outras duas embarcações, porém nenhum contrato foi estabelecido. As encomendas iniciais para os materiais de construção foram programadas para meados de 1940, porém todos os programas franceses de construção naval terminaram após a vitória alemã na Batalha da França, na Segunda Guerra Mundial, em junho de 1940.